# Andy Munera
Anderson Hernádes Múnera (* 19. Juni 1996 in Medellín) ist ein kolumbianischer Schauspieler.

## Leben
Andy Múnera wurde in Medellín geboren. Von 2017 bis 2020 war Múnera in Fernsehserie La Nocturna 2 als Mathias zu sehen.
Im Jahr 2018 bekam er eine Hauptrolle des Nicholas "Niko" in der kolumbianischen Telenovela N00Bees, die auf Nickelodeon ausgestrahlt wird.

## Filmographie
- 2017–2020: La Noctura 2
- 2018–2020: NOOBees